# Avro 691 Lancastrian

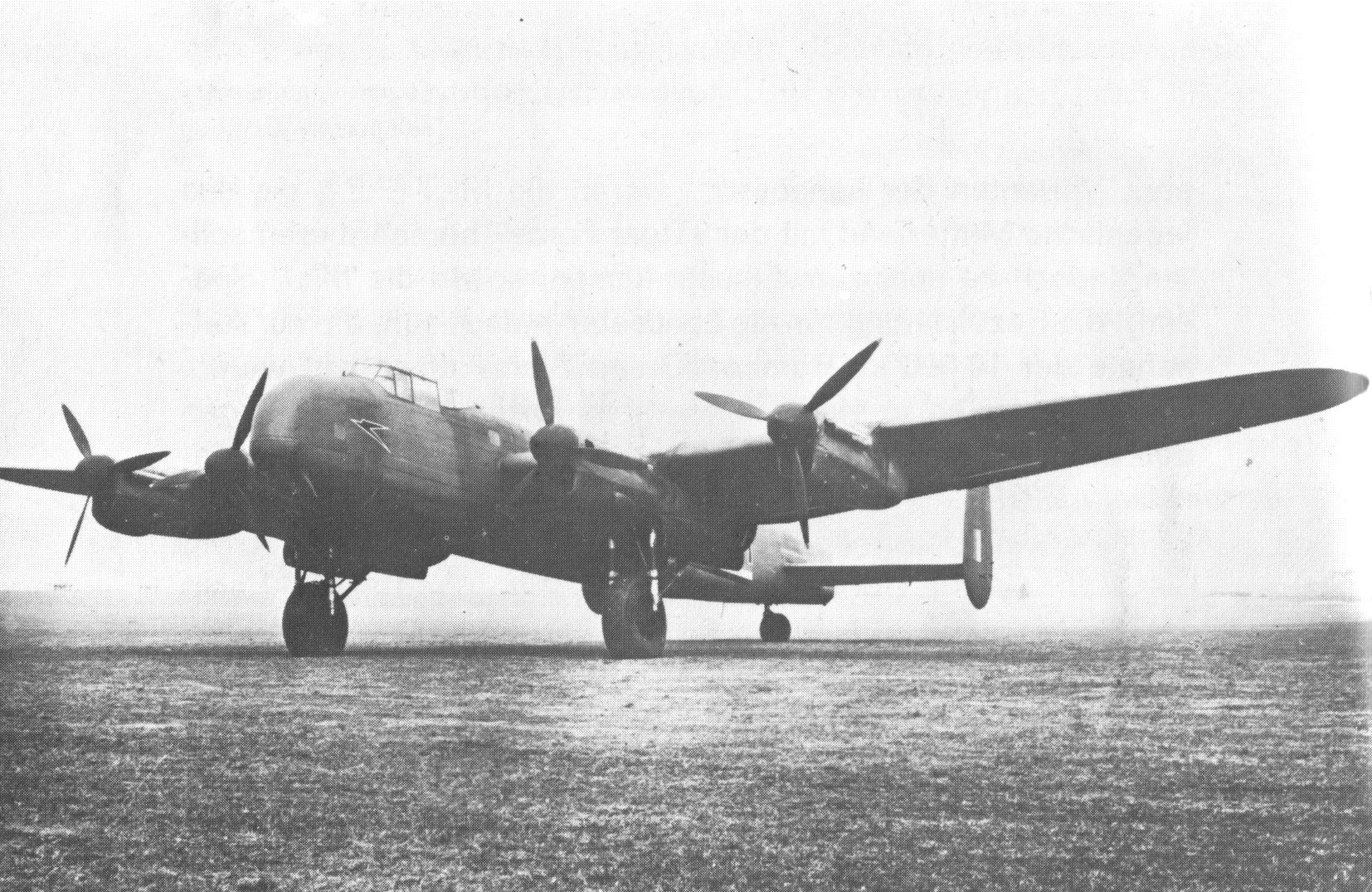
Un esemplare di Avro Lancastrian della BOAC nel 1945.

L'Avro 691 Lancastrian era la versione civile del famoso bombardiere britannico Lancaster usato dalla Royal Air Force nel secondo conflitto mondiale. Si trattava dello stesso aereo, propulso da 4 potenti Rolls-Royce Merlin, a cui erano stati tolti tutti gli armamenti, fatti alcuni miglioramenti aerodinamici, aggiunti circa 10 sedili passeggeri e dei finestrini sui lati. Era un velivolo estremamente scomodo e rumoroso ma aveva il vantaggio di avere una grande autonomia per l'epoca. Ne furono costruiti 91 e fu usato da quattro compagnie aeree.
Anche Alitalia ne ebbe diversi nella sua flotta dal 1947, erano usati fra l'altro per coprire la prestigiosa linea con Buenos Aires che dopo vari scali veniva raggiunta dopo circa 36 ore di volo.

## Sviluppo
Nel 1943 la Avro, attraverso la sua sussidiaria canadese Victory Aircraft, effettuò, per conto della aerolinea Trans-Canada Airlines, la trasformazione di un Lancaster X in un velivolo da trasporto. Questo esperimento ebbe talmente successo che furono portati a questo standard altri sei bombardieri. Su questi velivoli veniva utilizzata la versione prodotta negli Stati Uniti dalla Packard del motore Merlin 38. Il nuovo velivolo, al posto della torretta anteriore e caudale, aveva due carenature che ne miglioravano l'aerodinamica. Al fine di aumentare l'autonomia era stato installato all'interno del vano bombe il serbatoio ausiliario da 400 galloni (1 514 litri) realizzato per il Lancaster. Questi velivoli furono utilizzati sulla rotta della Trans-Canada Montréal-Prestwick.

## Impiego
Nel 1945 furono consegnati alla BOAC trenta Lancastrian costruiti in Gran Bretagna. Il 23 aprile venne svolto un volo dimostrativo dell'esemplare G-AGLF che volò per le 13 000 mi (20 921 km) che separavano la Gran Bretagna da Auckland in Nuova Zelanda. Il volo durò tre giorni e 14 ore e la velocità media fu di 354 km/h (220 mph).
Durante l'utilizzo del Lancastrian si evidenziò lo scarso spazio utile a disposizione anche se il velivolo era dotato di una buona velocità di virata e da una ampia autonomia. Queste sue caratteristiche fecero sì che venisse impiegato principalmente nel trasporto VIP e della posta. La BOAC lo impiegò nei voli verso l'Australia a partire dal 31 maggio del 1945. Venne utilizzato anche dalla RAF, il cui velivolo Aires, effettuò il giro del mondo, dalla Qantas, dall'Alitalia e dalla Flota Aerea Mercante Argentina. Quindici esemplari presero parte anche al ponte aereo di Berlino effettuando 5 000 sortite trasportando principalmente benzina. Alcuni esemplari furono anche utilizzati come banchi prova volanti per i motori a getto e turboelica.

## LancastrianStardust
Il 12 agosto del 1947 il Lancastrian G-AGWH Stardust della British South America Airways precipitò sulle Ande argentine. L'ultima comunicazione era piuttosto criptica e l'incidente divenne famoso come Stendec Incident. I relitti del velivolo furono ritrovati 50 anni dopo e la causa probabile del disastro fu un errore di navigazione, causato dalle allora poco conosciute correnti di alta quota. Si ipotizzò che la posizione ritenuta dall'equipaggio fosse sbagliata e che la discesa fosse cominciata quando il velivolo non aveva ancora superato completamente la catena montuosa.

## Versioni
- Avro 691 - Nove velivoli ottenuti dalla trasformazione di altrettanti Lancaster presso la canadese Victory Aircraft Ltd.
- Lancastrian C.1 - Designazione utilizzata dalla RAF in base alla specifica 16/44. Costruiti in totale 23 esemplari.
- Lancastrian C.2 - Versione prodotta in 33 esemplari dei quali nove utilizzati dalla RAF come trasporto
- Lancastrian C.3 - Realizzata in diciotto esemplari in totale dei quali tredici esemplari da trasporto passeggeri civile realizzati per la British South American Airways
- Lancastrian C.4 - Versione realizzata in 10-13 esemplari per la RAF. Otto velivoli furono prodotti dalla Avro

## Utilizzatori

### Civili
Argentina
- Flota Aérea Mercante Argentina (FAMA)

 Australia
- Qantas

 Canada
- Trans Canada Airlines

 Italia
- Alitalia - Linee Aeree Italiane - 5 esemplari[1]

 Regno Unito
- British European Airways
- British Overseas Airways Corporation (BOAC)
- British South American Airways
- Flight Refuelling Limited
- Silver City Airways
- Skyways Limited

### Militari
Argentina
- Fuerza Aérea Argentina

 Regno Unito
- Royal Air Force